# Quận nội thị tại Pháp
Quận nội thị (tiếng Pháp: arrondissement municipal, phát âm tiếng Pháp: [aʁɔ̃dismɑ̃ mynisipal]) là một phân cấp hành chính của một (thị) xã tại Pháp, được sử dụng đặc biệt tại ba thành phố lớn nhất là: Paris, Lyon và Marseille (mỗi thành phố có địa giới là một xã). Nó có chức năng như một phân cấp hành chính thấp hơn và có riêng một quận trưởng. Mặc dù thường được gọi đơn giản là "quận" nhưng không nên lầm lẫn chúng với các quận trực thuộc tỉnh là một phân cấp hành chính cao hơn gồm có nhiều xã.
Về hình thức, quận nội thị tại Pháp tương đương quận nội thị trong các (thị) xã tự trị và đô thành Sài Gòn của Việt Nam Cộng hòa.

## Đặc tính tổng quát
Có 45 quận nội thị tại Pháp: 20 quận trong thành phố Paris (xem: Quận của Paris), 9 quận trong thành phố Lyon (xem: Quận của Lyon), và 16 quận trong thành phố Marseille. Tuy nhiên, luật năm 1987 xếp 16 quận của Marseille thành 8 secteurs ("khu"), hai quận cho mỗi secteur. Như thế, trong thực tế, Marseille có thể được mô tả chính xác hơn là được chia thành 8 secteurs, 16 quận là các đơn vị bên dưới khu.
Diện tích
- Quận lớn nhất là quận 9 của thành phố Marseille: 63,21 km² (24,4 dặm vuông), chiếm 26% diện tích thành phố Marseille, và bằng 60% diện tích thành phố Paris (bao gồm Bois de Boulogne và Bois de Vincennes). Nó có Công viên Luminy, một công viên được bảo vệ và vũng vách đá Marseille.
- Quận nhỏ nhất là Quận 2 của Paris: 0,992 km² (0,383 dặm vuông).

Dân số
- Quận đông dân nhất là Quận 15 của Paris, với dân số là 225.362 người theo điều tra dân số năm 1999. Nếu Quận 15 của Paris là một xã, nó sẽ là xã đông dân thứ 9 tại Pháp, đông dân hơn các thành phố Bordeaux, Lille, và Grenoble.
- Quận ít dân nhất là Quận 16 của Marseille, chỉ có 16.574 người. Tuy nhiên, quận 16 chỉ là một phần của khu 8 (87.714 người) thuộc thành phố Marseille, và thực ra không do chính nó điều hành như có giải thích ở trên. Vì thế, quận có dân số ít nhất tại Pháp là Quận 1 của thành phố Paris với 16.888 người theo điều tra dân số năm 1999.

Mật độ dân số
- Quận có mật độ dân số cao nhất là Quận 11, Paris với 40.672 người trên 1 km² (105.339 trên một dặm vuông) năm 1999.
- Quận có mật độ dân số thấp nhất là Quận 9 của Marseille với 1.151 người trên 1 km² (2.981 trên một dặm vuông) năm 1999.

Hai mươi quận của Paris

Các quận nội thị không có tên, trừ thành phố Paris nhưng tên quận tại đây vẫn ít khi được dùng. Tại Paris, những ai biết rõ về quận khi được hỏi họ sống ở đâu thì họ sẽ trả lời quận của mình bằng con số. Tại Lyon, ba quận – Vieux Lyon (quận 5), la Croix Rousse (quận 4) và Vaise (quận 9) – thường được gọi bằng tên trong khi các quận khác được gọi bằng số. Tại Marseille, người ta thường gọi tên khu phố của mình, thí dụ như Ste. Anne hay Mazargues nhưng đồng thời cũng gọi số của quận.
Con số của quận nội thị cũng được biểu thị trong mã bưu điện gồm 5-chữ số của Pháp. Hai chữ số đầu là số của tỉnh mà địa chỉ nhà nằm trong tỉnh đó (75 là Paris; 69 là tỉnh Rhône mà thành phố Lyon nằm trong đó; 13 là tỉnh Bouches-du-Rhône mà thành phố Marseille nằm trong đó), rồi đến ba chữ số cuối là số của quận. Vì thế mã bưu điện của một người sống trong Quận 5, Paris sẽ là "75005 Paris", và một người sống trong Quận 14 của thành phố Marseille sẽ là "13014 Marseille". Duy nhất trừ Quận 16, Paris, được chia thành hai mã bưu điện: "75016 Paris" nằm trong phía nam quận 16, và "75116 Paris" nằm ở phía bắc quận 16.

Mười sáu quận nội thị và 8 khu (một khu có 2 quận nội thị) của thành phố Marseille

Các quận nội thị của Paris tạo thành một hình thể xoắn ốc ngược chiều kim đồng hồ, bắt đầu là quận 1 nằm ở trung tâm. Các quận nội thị của Marseille tạo thành hình kẻ quạt, bắt đầu với quận 1 đi xuống về hướng tây nam, sang hướng đông nam, đông bắc rồi quay lên tây bắc. Các quận của Lyon không tạo thành một hình thể rõ ràng nào cả, và chỉ có hai cặp số liên tục nhau là – 1, 2 và 7, 8 – có ranh giới với nhau.
Một số thành phố lớn khác của Pháp cũng được phân chia thành các mã bưu điện khác nhau nhưng không có quận nội thị nào.

## Lịch sử

Mười hai quận trước kia của thành phố Paris (giữa năm 1795 và 1860).

Các quận nội thị đầu tiên được lập ra vào ngày 22 tháng 8 năm 1795 khi thành phố (xã) Paris được chia thành 12 quận. Vào lúc đó, Quốc hội không an tâm về các khu tự quản (có hội đồng dân cử) nằm bên trong các thành phố lớn vì cách thức cách mạng của chúng (thí dụ như Paris) hay vì chiều hướng phản-cách mạng của chúng (thí dụ Lyon và nhiều thành phố khác tại các tỉnh). Vì thế, quốc hội quyết định chia các thành phố lớn (mỗi thành phố là một đơn vị xã) của Pháp thành các xã nhỏ hơn. Không như các thành phố lớn khác, Paris không bị tách thành các xã nhỏ hơn mà thành các quận nội thị và liền sau đó khu tự quản trung ương (chính quyền trung ương của thành phố Paris) bị bãi bỏ.
Năm 1805 Napoleon tái lập tất cả các thành phố lớn tại Pháp nhưng vẫn để Paris bị phân tán. Dần dần vào năm 1834, thành phố (xã) Paris được tái hợp có hội đồng tự quản cho toàn thành phố nhưng vẫn không có một thị trưởng. Chính quyền tự quản do tỉnh trưởng của tỉnh Seine và trưởng cơ quan cảnh sát Pháp điều hành. Mười hai quận được giữ vì cần thiết cho việc quản lý hành chính địa phương trong một thành phố lớn và đông dân như Paris.
Ngày 31 tháng 12 năm 1859 chính phủ trung ương mở rộng thành phố Paris bằng cách sáp nhập các xã phụ cận quanh thành phố Paris. Các quận nội thị được tổ chức lại cho thích hợp với sự mở rộng địa giới. Hai mươi quận với ranh giới mới được thiết lập, và chúng vẫn là các quận mà chúng ta thấy ngày nay trong thành phố Paris.

Bản đồ biểu thị các quận nội thị của Lyon

Trường hợp của thành phố Lyon, năm 1852, sau hơn 50 năm do dự, chính phủ trung ương cuối cùng cho phép Lyon sáp nhập các khu vực nằm ngay bên cạnh thành phố. Trước đó các khu vực này đã có dân số cực kỳ đông vào thời cách mạng công nghiệp. Xã Lyon sáp nhập các xã Croix-Rousse, La Guillotière, và Vaise. Vì bất an với diện tích mới của thành phố cũng như quyền lực của khu tự quản Lyon, chính phủ trung ương quyết định phân chia thành phố Lyon thành 5 quận, và chức vụ thị trưởng thành phố bị bãi bỏ. Tỉnh trưởng của tỉnh Rhône được trao quyền cai trị khu tự quản Lyon.
Năm 1881, chức vụ thị trưởng Lyon được tái lập, và (thị) xã Lyon được biến đổi trở lại tình trạng chuẩn của các xã Pháp. Tuy nhiên, các quận nội thị vẫn còn được giữ lại, vì xét thấy cần thiết cho một thành phố đông dân như Lyon. Các quận mới được thành lập trong thành phố Lyon vào các năm 1867, 1912, và 1957 bằng cách chia tách các quận 3 và 7. Năm 1963 Lyon sáp nhập xã Saint-Rambert-l'Île-Barbe. Năm 1964, Quận 9 của Lyon được thành lập sau vụ sáp nhập đó, và như thế thành phố có tổng số quận lên đến 9 như ngày nay.
Năm 1977, chức vụ thị trưởng Paris được tái lập sau gần 183 năm bị bãi bỏ, nhưng các quận vẫn giữ nguyên trạng.
Năm 1982, sau khi Đảng Xã hội thắng tổng tuyển cử Pháp vào năm 1981, họ thông qua một số luật chính nhằm tái định nghĩa quyền lực của các vùng, tỉnh, và xã, với mục tiêu rõ rệt là làm cho nước Pháp giảm bớt trung ương tập quyền. Ngày 31 tháng 12 năm 1982 cái gọi là "Luật PLM" (Loi PLM) được thông qua (PLM là viết tắt của từ Paris Lyon Marseille). Ba (thị) xã này được trao tư cách đặc biệt và chính thức được phân chia thành các quận nội thị. Ở những nơi đã tồn tại các quận nội thị như tại Paris hay Lyon, luật vẫn giữ nguyên ranh giới các quận nội thị đó. Tại thành phố Marseille, nơi không có quận nội thị rõ ràng trước năm 1982, 16 quận được lập ra.
Quận nội thị được trao tư cách chính thức theo luật. Mỗi quận có một tòa nhà hành chính riêng (mairie d'arrondissement), và một quận trưởng riêng (maire d'arrondissement). Lần đầu tiên trong lịch sử, hội đồng quận (conseils d'arrondissement) được thành lập và trực tiếp do cư dân trong quận bầu lên. Các tòa hành chính thành phố (mairies) của Paris, Marseille, và Lyon được giữ tư cách trên các tòa hành chính quận mairies d'arrondissement và thị trưởng (maire) của mỗi thành phố đều trên quyền các quận trưởng maires d'arrondissement.
Tại ba thành phố này, các quận được lập ra là các đơn vị hành chính tiếp xúc với công dân. Đối với các giấy tờ khai sinh, kết hôn hay đối với tất cả các thứ công việc chính thức và giấy tờ khác cần thiết, công dân đến tòa hành chính quận trong khi đó tòa hành chính thành phố không tiếp xúc công dân và chỉ trông coi các vấn đề lớn hơn thí dụ như thuế địa phương hay phát triển kinh tế. Người ta có cảm giác là các quận gần gũi công dân hơn.
Luật này được đông đảo đón nhận, nhưng một số nghi ngờ rằng tại sao nó chỉ được áp dụng cho Paris, Lyon, và Marseille. Ba thành phố này là lớn nhất tại Pháp (2.125.246 tại Paris, 798.430 tại Marseille, và 466.000 tại Lyon) và luật này chỉ có ý định tạo ra đơn vị hành chính địa phương gần gũi công dân tại các thành phố đông dân. Tuy nhiên, nhiều người nghĩ rằng luật này nên được áp dụng cho các thành phố khác, đặc biệt là thành phố đông dân hạng 4 của Pháp là Toulouse (435.000 người), và hạng 5 là Nice (342.738 người); cả hai thành phố này đều phải tiếp xúc con số đông công dân tại hai tòa hành chính trung tâm của mình. Tuy vậy, cho đến nay chỉ có Paris, Lyon, và Marseille được chia thành các quận nội thị.
Năm 1987, luật mới xếp 16 quận của thành phố Marseille vào 8 khu, 2 quận vào một khu (secteur) như có nói ở trên; và tại thành phố Marseille hiện nay chỉ có 8 tòa hành chính quận, mỗi tòa quản lý hai quận nằm trong một khu secteur.

## Địa vị
Luật PLM năm 1982 ấn định địa vị của các quận nội thị.
Không như các xã của Pháp, các quận nội thị không có tư cách "pháp nhân" vì thế chúng không được xem là các thực thể pháp lý, không có quyền lực pháp lý, và cũng không có ngân sách riêng.
Ba (thị) xã Paris, Lyon, và Marseille do một hội đồng thị xã và một thị trưởng điều hành. Tại Paris, hội đồng thị xã được gọi là Hội đồng Paris (conseil de Paris). Mỗi quận nội thị (hay khu tại Marseille) có một hội đồng quận (conseil d'arrondissement) và một quận trưởng. Hội đồng quận gồm có một phần ba thành viên dân cử của hội đồng thị xã, và hai phần ba còn lại là các thành viên hội đồng được bầu lên trong quận. Quận trưởng được hội đồng quận bầu lên và người này phải là thành viên trong hội đồng thị xã.
Luật ngày 27 tháng 2 năm 2002 quy định về địa phương đã gia tăng quyền lực của các hội đồng quận và của quận trưởng nội thị.
Quyền hạn và trách nhiệm của hội đồng quận và quận trưởng như sau:
- Hội đồng quận điều hành các cơ sở cộng đồng địa phương (các nhà trẻ công cộng và trung tâm chăm sóc trẻ em, các trung tâm và vận động trường thể thao, công viên địa phương,...), nhưng phải được phép từ hội đồng thị xã trước khi xây dựng các cơ sở mới.
- Hội đồng quận được yêu cầu làm cố vấn cho hội đồng thị xã về bất cứ dự án nào được thực hiện bên trong địa giới của quận. Đặc biệt, hội đồng quận cho ý kiến về các vấn đề liên quan đến các hội đoàn bất vụ lợi địa phương và về về điều chỉnh quy hoạch địa phương.
- Các quận cũng có tiếng nói về nhà ở xã hội: một phần nhà ở thuộc chương trình nhà ở xã hội nằm trong địa giới của quận được quận trưởng phân phối (khoảng phân nửa) trong lúc đó phân nửa còn lại được thị trưởng phân phối.
- Quận trưởng và các cấp phó của quận trưởng có trách nhiệm về việc đăng ký khai sinh, khai tử, và kết hôn trong quận.
- Hội đồng quận có thể đệ trình các thắc mắc bằng chữ viết lên thị trưởng về bất cứ vấn đề gì có liên quan đến quận. Hội đồng quận cũng có thể yêu cầu hội đồng thị xã thảo luận về bất cứ vấn đề gì có liên quan đến quậnt.
- Hội đồng thị xã và thị trưởng có thể chuyển giao một số quyền lực nào đó cho hội đồng quận và quận trưởng.
- Hội đồng quận có thể lập ra các ủy ban khu phố (conseils de quartier). Các ủy ban khu phố thường xuyên họp mặt và thảo ra các đề nghị có liên quan đến cuộc sống trong khu phố của họ.